# سانمو (تشيبا)
مدينة سانمو (بالإنجليزية: Sanmu)‏ هي أحد المدن التابعة لولاية تشيبا. تأسست رسميًا في 27/03/2006. ويقدر عدد سكانها بـ 57806 نسمة حسب تقدير مكتب الإحصاء الياباني لعام 2012. تبلغ مساحة سانمو 146.38 كم2. بكثافة سكانية تبلغ 395 نسمة/كم2.

## معرض صور

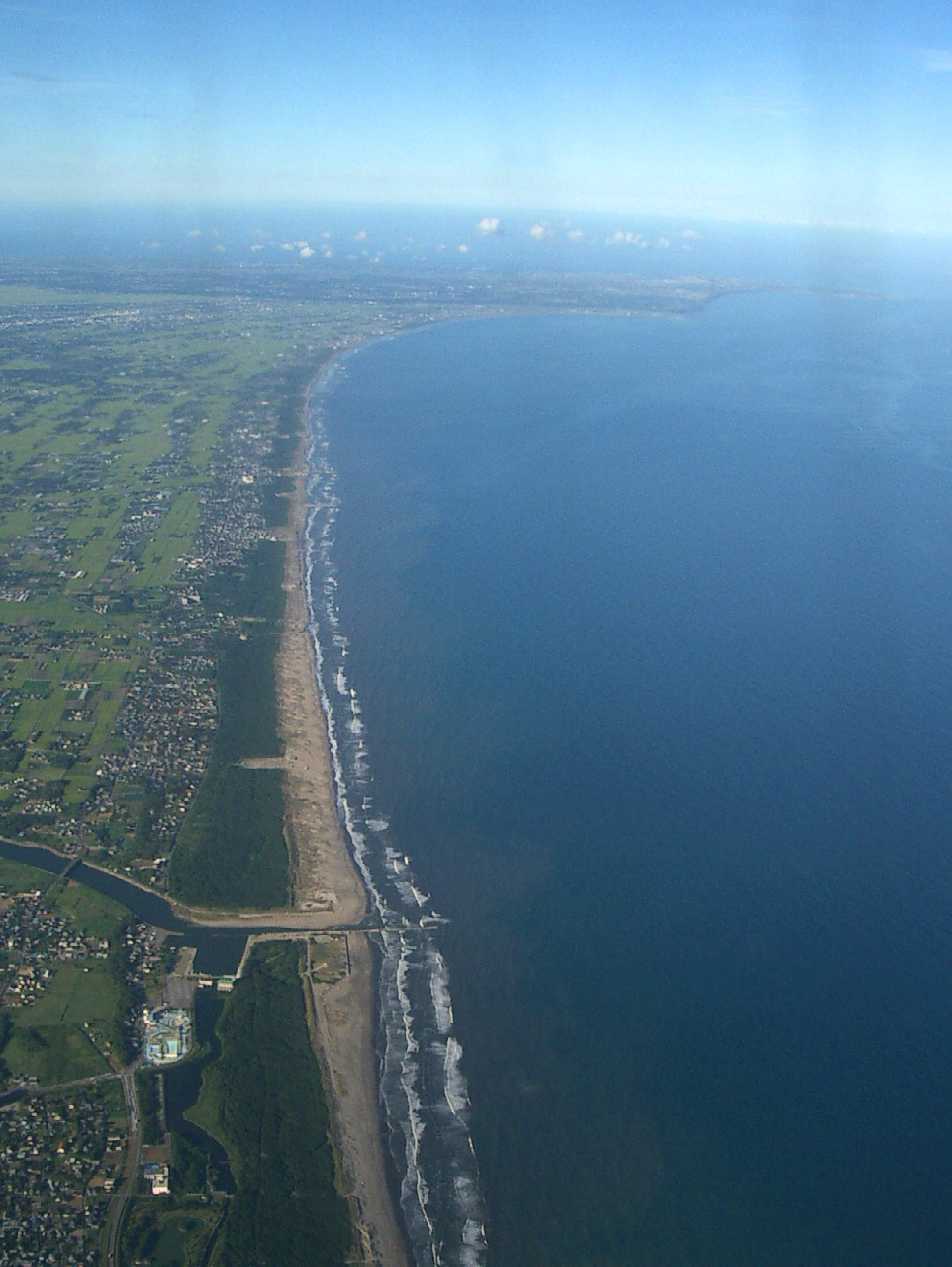
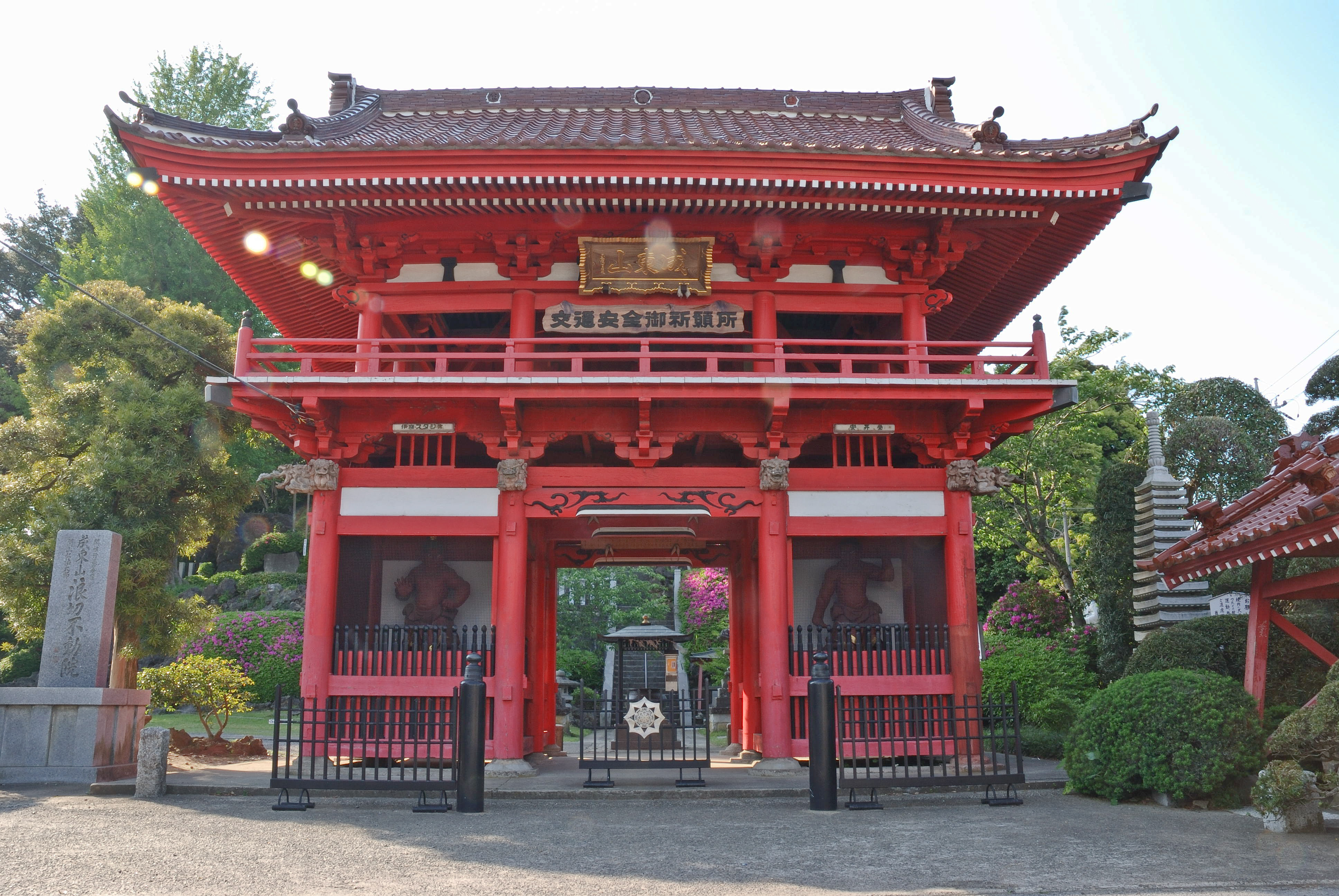
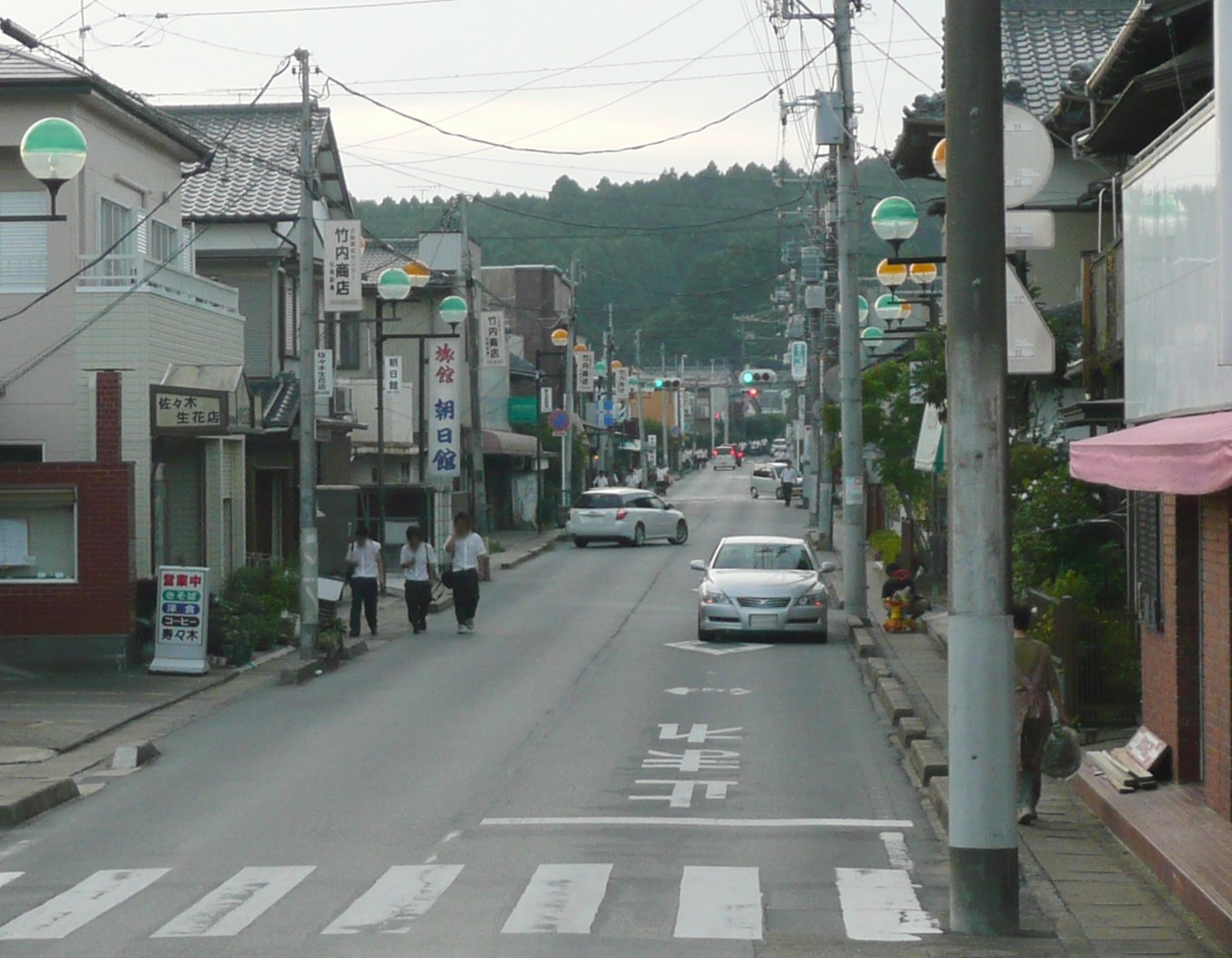
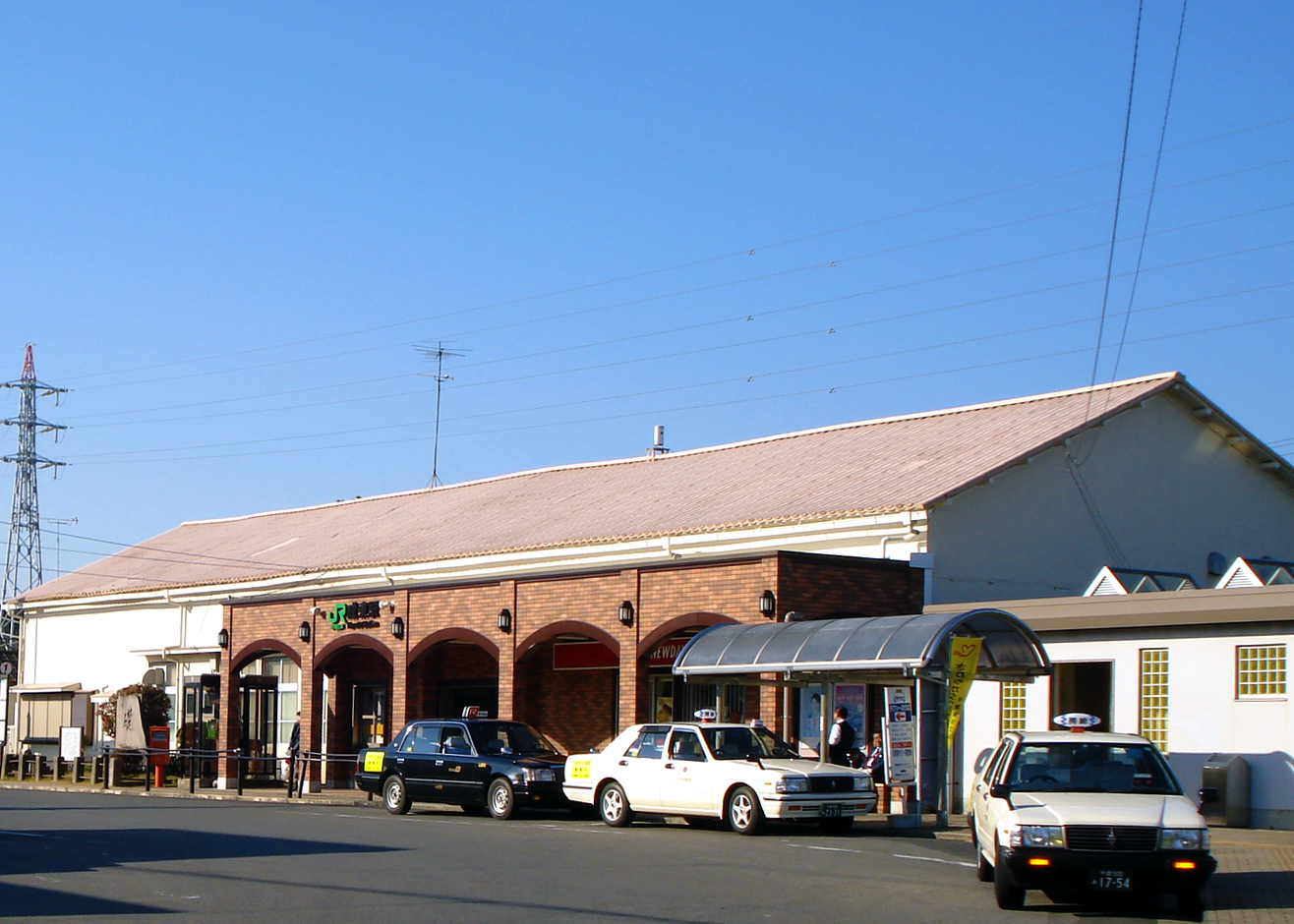
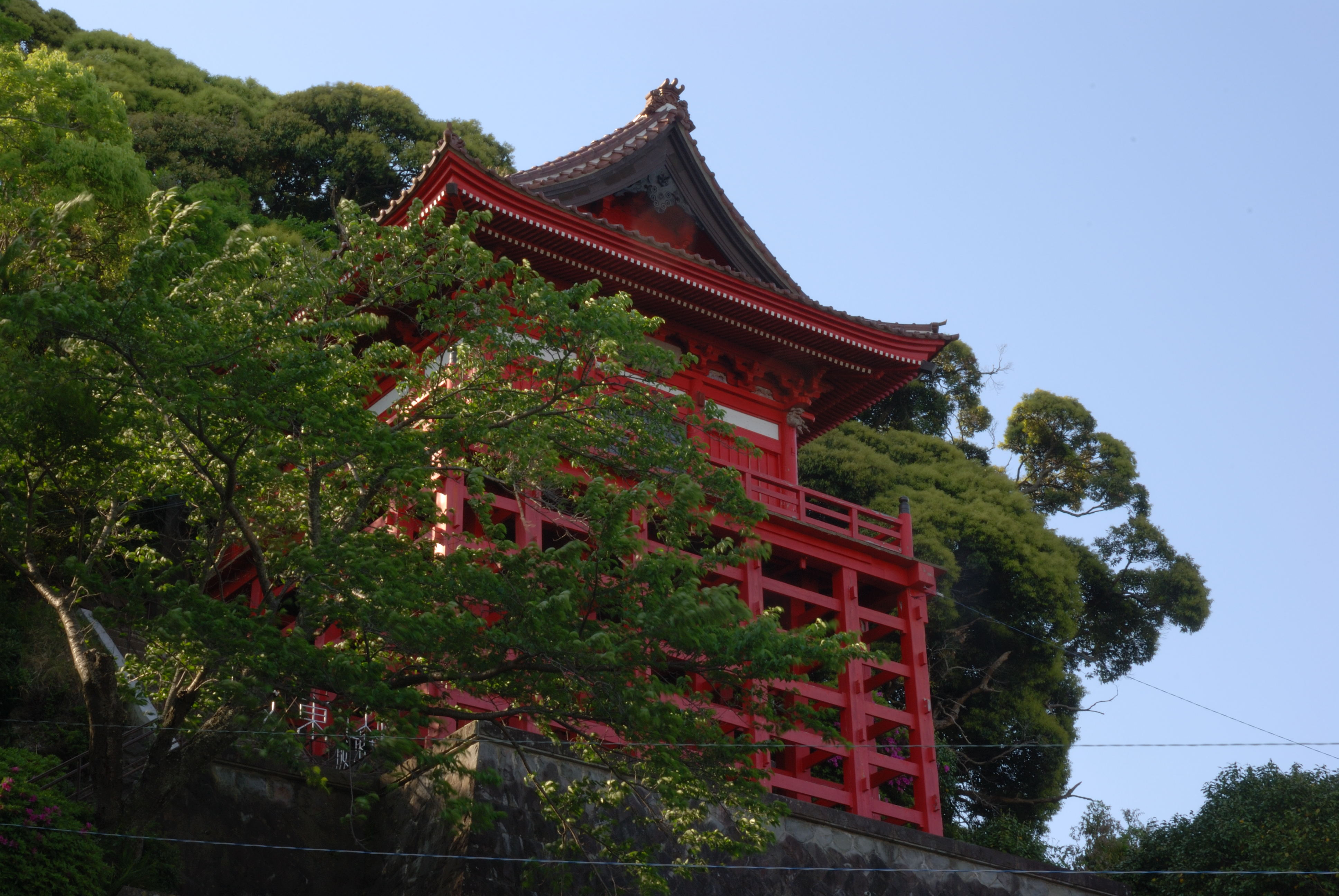

## أعلام
- كوميكو آسو